# Podłęcze Wólczyńskie
Podłęcze Wólczyńskie – część wsi Podłęcze w Polsce, położona w województwie mazowieckim, w powiecie piaseczyńskim, w gminie Góra Kalwaria.
Dawnej Podłęcze Wólczyńskie stanowiło część gromady Wólka Dworska w gminie Kąty, w przeciwieńswie do sąsiedniego Podłęcza Brzeskiego, które stanowiło odrębną gromadę.
W latach 1975–1998 miejscowość położona była w województwie warszawskim.